# Понгіто строкатий
Понгіто строкатий (Grallaricula loricata) — вид горобцеподібних птахів родини Grallariidae.

## Поширення
Ендемік Венесуели. Поширений в горах Сьєрра-де-Сан-Луїс (Фалькон), Сьєрра-де-Ароа (Яракуй) і вздовж Кордильєр-де-ла-Коста від Карабобо і Арагуа до Столичного округу на півночі країни. Мешкає у підліску гірських лісів на висоті від 1400 до 2100 м над рівнем моря.